# جان كلود يفبفر
جان كلود يفبفر (بالفرنسية: Jean-Claude Lefebvre)‏ (و. 1937 – 1999 م) هو لاعب كرة سلة فرنسي، شارك في بطولة كأس العالم لكرة السلة 1963، وبطولة أمم أوروبا لكرة السلة 1959، وبطولة أمم أوروبا لكرة السلة 1957، وبطولة أمم أوروبا لكرة السلة 1963، مركز لعبه هو وسط، توفي عن عمر يناهز 62 عاماً.

## روابط خارجية
- جان كلود يفبفر على موقع الاتحاد الدولي لكرة السلة (الإنجليزية)
- جان كلود يفبفر على موقع الاتحاد الدولي لكرة السلة (الإنجليزية)
- جان كلود يفبفر على موقع سبورتس رفرنس (الإنجليزية)
- جان كلود يفبفر على موقع ريلجم (الإنجليزية)
- جان كلود يفبفر على موقع بروبوليرز (الإنجليزية)